# Cneu Mânlio Capitolino Imperioso
Cneu Mânlio Capitolino Imperioso (em latim: Gnaeus Manlius Capitolinus Imperiosus) foi um político da gente Mânlia da República Romana, eleito cônsul por duas vezes, em 359 e 357 a.C., com Marco Popílio Lenas e Caio Márcio Rutilo respectivamente. Em 351 a.C. foi censor com Caio Márcio.

## Primeiro consulado (359 a.C.)
Cneu Mânlio foi eleito em 359 a.C. com o plebeu Marco Popílio. Lideraram um exército que derrotou um exército tiburtino que se aproximava de Roma com a intenção de realizar um ataque surpresa. Já no final de seus mandatos, os tarquinenses invadiram o território romano próximo da fronteira com os etruscos.

## Segundo consulado (357 a.C.)
Foi eleito novamente em 357 a.C., desta vez com Caio Márcio Rutilo. Apesar de Cneu Mânlio ter recebido o comando da campanha contra Tarquínia, não conseguiu realizar nenhuma batalha.

## Mestre da cavalaria (345 a.C.)
Em 345 a.C., foi escolhido mestre da cavalaria (magister equitum) pelo ditador Lúcio Fúrio Camilo, nomeado para enfrentar os auruncos.